# De hoorn van Horak
De hoorn van Horak is het twaalfde stripverhaal van de Rode Ridder. Het is geschreven door Willy Vandersteen en getekend door Karel Verschuere.

## Verhaal
We vinden Johan terug bij de Noorse Fjorden waar hij een groepje Vikings tegenkomt waarvan een hem uitdaagt voor een gevecht. Johan verslaat de Viking na een kort gevecht. Ondertussen komt Vikingkoning Horak aan met zijn gevolg. Tanjar, een ondergeschikte, waarschuwt Johan voor de verslagen Viking, die Johan probeert in de rug aan te vallen. Tanjar doodt de onbetrouwbare Viking.
Koning Horak nodigt Johan uit omdat hij onder de indruk is van zijn kennis van het zwaardvechten. Zijn krijgers blijken echter onderverdeeld in twee groepen. Hun leiders, Tanjar en Gorm zijn dan ook de meest geschikte kandidaten voor het koningschap. Als de groep verder trekt raakt koning Horak zwaargewond door een ontwortelde boom. Zijn laatste woorden bevatten de voorwaarden om koning te worden. Men moet de gouden appel van Solveig zoeken en de hoorn van de koning. Enkel als men deze twee voorwerpen bezit, kan men koning worden. Tanjar besluit om op zoek te gaan naar de hoorn en de appel. Johan wil hem vergezellen in deze gevaarlijke tocht.
In de bergen ontmoeten ze hun eerste gevaar: kobolden. Het gevaar wordt echter afgewend, doordat Gurun, de elfenkoningin, Johan en Tanjar rond veilige paden gidst. Als de nacht in gaat en Tanjar aan zijn wachtperiode begint, lokt Gurun hem naar een waterval en ze beveelt hem te drinken. Tanjar drinkt en krijgt opeens een onweerstaanbare drang om Johan om het leven te brengen. Hij wordt echter terug tot bedaren gebracht door een vuistslag. Gurun wordt geveld door een pijl van Johan.
Maar Gurun was de vrouw van Orwin, de koning van de kobolden. Hij zal er alles voor doen om zijn vrouw te wreken. Tanjar en Johan lopen even later dan ook in een hinderlaag. Johan kan wel nog ontkomen, maar Tanjar wordt gevangengenomen en gekneveld gebracht in de diepste krochten van het koboldenrijk.
Johan redt het leven van een oude vrouw door een grote beer die haar bedreigde om te brengen. De oude vrouw brengt Johan naar haar woning en om haar dankbaarheid te betuigen, bewerkt ze Johans zwaard met een magische spreuk, zodat ze geringe tijd vuur verspreidt, iets waar kobolden als voor de dood schrik van hebben.
Johan gaat de grotten binnen en kan uiteindelijk Tanjar bevrijden. Samen gaan ze door met hun zoektocht. Op hun weg komen ze drie berserkers tegen. Dit zijn moordlustige krijgers, die uitzinnig van woede door het drinken van een toverdrank vechten als een bezetene en na de strijd als een blok neervallen door uitputting. Zij worden echter uitgeschakeld na een hard gevecht met Johan en Tanjar.
Onze twee vrienden vinden de schuilplaats van Solveig, maar die is nergens te bekennen. Tanjar ontdekt dat ze ontvoerd is geweest door de "Weerwolven", een bende die alles wat ze kunnen vinden plunderen en roven. Opeens wordt het tweetal aangevallen door deze bende, maar na een bittere strijd weten ze de bandieten uit te schakelen.
Dit leidt hen naar de burcht van Gorm. Als ze de burcht binnenvallen, worden ze echter ontdekt en gevangengenomen. De weerwolven blijken de mannen van Gorm te zijn, die Solveig hebben ontvoerd. Zij moet spreken of anders sterft ze. Solveig spreekt en verklapt de schuilplaats van de hoorn. Gorm opent hebzuchtig de hoorn, maar sterft door giftige gassen die uit de hoorn spuiten.
Tanjar wordt de nieuwe koning. Solveig haar taak bestond om degene die lafhartig de troon in handen wilde nemen de schuilplaats van de hoorn te wijzen, zodat de eigenaar ervan gestraft zou worden. Een rechtmatige koning zou moeten zweren de hoorn nooit te openen. Johan neemt afscheid van zijn goede vriend Tanjar en rijdt de horizon tegemoet om nieuwe landen te verkennen.